# Эрнандес Ромеро, Жерар
Жера́р Эрна́ндес Роме́ро (исп. Gerard Hernández Romero; род. 31 марта 2005, Сант-Жауме-дельс-Доменьс) — испанский футболист, полузащитник клуба «Вильярреал».

## Клубная карьера
Эрнандес — воспитанник клубов «Барселона» и «Вильярреал». 2 июня 2024 года в матче против сантандерского «Расинга» он дебютировал в Сегунде за дублирующий состав последних.

## Международная карьера
В 2022 году в составе юношеской сборной Испании Эрнандес принял участие в юношеском чемпионате Европы в Израиле. На турнире он сыграл в матчах против команд Турции, Бельгии, Сербии и Португалии.
В 2024 году в составе юношеской сборной Испании Эрнандес принял участие в юношеском чемпионате Европы в Северной Ирландии. На турнире он сыграл в матчах против сборных Дании, Турции, Италии и Франции. В поединке против французов Дани забил гол.

## Достижения
Сборная Испании (до 19 лет)
- Победитель чемпионата Европы (до 19 лет): 2024